# Hillia grayumii
Hillia grayumii är en måreväxtart som beskrevs av Charlotte M. Taylor. Hillia grayumii ingår i släktet Hillia och familjen måreväxter. Inga underarter finns listade i Catalogue of Life.